# Лунгха
Лунгха  (якут. Луҥха) — річка в Якутії, ліва притока Лени (тисячу сто тридцять два км від гирла).
Довжина річки становить 508 км. Площа водозбірного басейну — 10300 км². Бере початок на північній околиці Приленського плато. Протікає Центральноякутською низовиною. Живлення снігове і дощове. Основні притоки впадають справа: Тохорон, Хатинг-Юрях. Судноплавна на 72 км від гирла.
Код водного об'єкта +18030700112117400003278